# カインガング語
カインガング語（カインガングご、カインガング語: kanhgág、英: Kaingang language）はゲ語族（ジェー語族）に属する言語である。ブラジル南部で話されている。

## 言語名別称
- カインガンギ語
- カインガ語
- カインガン語
- コロアド語
- ブグレ語
- カンガッグ語
- Bugre
- Caingang
- Coroado
- Coroados

## 方言
- Central Kaingang
- Paraná Kaingang
- Southeast Kaingang
- Southwest Kaingang